# Прапор Парагваю
Прапор Парагваю був прийнятий в 1842 році і складається з трьох горизонтальних смуг, забарвлених у червоний, білий і синій кольори. Кольори були взяті з французького триколора — символу звільнення. Прапор має різні емблеми на лицевій і зворотній стороні. Вид, пропорції прапора й емблеми, поміщені на прапор, змінювалися з часом. Він був переглянутий у 2013 році, щоб повернути прапор до його оригінального дизайну, прийнятого в 1842 році. Співвідношення сторін — 11:20.

## Символіка
Система символів прапора щедра до парагвайського народу. Червоний колір символізує патріотизм, сміливість, доблесть, рівність і справедливість; білий — чистоту ідей, стійкість, мир і єдність; синій — спокій, любов, знання, почуття реальності і свободу.
Парагвай — єдина країна світу, прапор якої має різні емблеми на лицьовій і зворотній стороні (і одна з двох, поруч з Саудівською Аравією, у яких взагалі розрізняється малюнок двох сторін). З 1990 року на лицьовій стороні зображений національний герб — жовта п'ятипроменева зірка на білому диску, облямована вінком і словами «Republica del Paraguay». На зворотному боці зображено печатку казначейства Парагваю — символ захисту свободи — зображення лева, який охороняє червоний вінок свободи.
День Прапора в Парагваї відзначається 14 серпня.

Прапор Парагваю зі зворотного боку

## Історичні прапори

Перший попередній прапор з 1811. Пропорції: 2:3
Другий попередній прапор з 1811. Пропорції: 2:3
Третій попередній прапор з 1811 по 1812. Пропорції: 2:3
Прапор з 1812 по 1826. Пропорції: 1:2
Прапор з 1826 по 1842. Пропорції: 2:3
Прапор з 1842 по 1954. Пропорції: 2:3
Прапор зі зворотного боку з 1842 по 1954. Пропорції: 2:3
Прапор з 1954 по 1988. Пропорції: 1:2
Прапор зі зворотного боку з 1954 по 1988. Пропорції: 1:2
Прапор з 1988 по 1990. Пропорції: 3:5
Прапор зі зворотного боку з 1988 по 1990. Пропорції: 3:5
Прапор з 1990 по 2013. Пропорції: 3:5
Прапор зі зворотного боку з 1990 по 2013. Пропорції: 3.5